# Necessidade e suficiência
Na lógica, os termos necessidade e suficiência são usados para descrever uma condicional material ou uma relação de implicação entre proposições. Por exemplo, na condicional "se P, logo Q", diz-se que Q é necessário para P porque P não pode ser verdade se Q não for. Semelhantemente, dizemos que "P é suficiente para Q", porque P ser verdade sempre implica que Q também é, mas P não ser verdade não significa que Q não é. A asserção de que uma proposição é uma condição tanto necessária como suficiente de outra significa que aquela é verdadeira se e somente se esta também for, isto é, ou ambas são verdadeiras, ou ambas são falsas.